# Sonate pour violon et piano en fa majeur (1820) Mendelssohn
Pour les articles homonymes, voir Sonate pour violon et piano.
Ne pas confondre avec la Sonate pour violon en fa majeur de 1838 de même tonalité, et la Sonate pour violon op. 4.
La sonate pour violon en fa majeur (MWV Q 7), pour violon et piano, composée en 1820 par Felix Mendelssohn à l'âge de onze ans comporte trois mouvements :
1. Allegro
2. Andante
3. Presto

Une exécution habituelle dure 15 minutes.